# Centrale Markt (Paramaribo)
De Centrale Markt van Paramaribo is gelegen aan de Waterkant vlak bij de Surinamerivier. Het is de grootste overdekte markt van het Caribische gebied. Ernaast staat de Vreedzaammarkt. De markt is van maandag tot en met zaterdag geopend.
De markt bestaat uit een grote hal van twee verdiepingen, met aan de buitenzijde eveneens kraampjes met koopwaar. Behalve verse etenswaren zoals vlees, vis, groenten, fruit en kruiden, zijn er ook kleding, cosmetische producten, hobbyartikelen en verdere uiteenlopende spullen te koop. De "droge handelswaar" is met name op de eerste verdieping te vinden, terwijl etenswaren op de begane grond worden verkocht. Naast de handel staan er ook diverse eettentjes. En het is een belangrijk openbaar vervoersknooppunt: vertrekpunt van veel stadsbussen en aanmeerplaats voor boten over de Surinamerivier.

## Gebouw
De markt bevond zich aan de Heiligenweg en werd in circa 1933 verplaatst naar de Waterkant, tegenover de Maarten Lutherkerk.
De Centrale Markt werd op een technisch lastige plek gebouwd langs de Surinamerivier. Door de grote getijverschillen en stroomsnelheid van het water was er een groot kunstwerk nodig om de kade te versterken. Het ontwerp kwam van Peter Nagel, die al veel moderne gebouwen in Paramaribo had neergezet, hij ontving de opdracht in juli 1959. Het nieuwe overdekte marktgebouw verving een oudere markt, op de Kankantristraat werd een noodmarkt ingericht, Markt-Zuid, die tot op de dag van vandaag is blijven bestaan. Doordat ir. P.J. Nagel gedurende een groot deel van het project reeds in Nederland woonde, werd het project door bouwkundige Den Haring begeleid. 
Het marktgebouw bestaat uit twee verdiepingen waarin 950 standplaatsen zijn verwerkt. De hal bestaat uit een grote gebogen overkapping, met veel ventilatie. De gelijmde houten spanten werden vanwege de EU-subsidie, die het project ontving, geïmporteerd uit Nederland, ondanks het in Suriname ruim voorhanden zijnde hout. De gelijmde spanten hadden als voordeel dat ze de grotere overspanning konden maken, dan de andere op dat moment voorhanden zijnde technieken. Het gebouw werd uiteindelijk officieel geopend op 18 april 1970

## Galerij
|                              |  |                                |
| Centrale markt in Paramaribo |  | Slagerij bij de Centrale markt |